# Eosembia myanmara
Eosembia myanmara är en insektsart som beskrevs av Ross 2007. Eosembia myanmara ingår i släktet Eosembia och familjen Oligotomidae. Inga underarter finns listade i Catalogue of Life.